# Anahí Garnica
Anahí Garnica (5 de octubre de 1984 - 5 de febrero de 2014) fue la primera mujer bombera del cuerpo profesional de la Policía Federal Argentina.
Desde pequeña, por tener la imagen de su padre en esa profesión, soñaba con ser bombera, pero en el escalafón Bomberos de la Policía Federal históricamente no se aceptaban mujeres. 
A partir del año 2003 la Policía Federal decidió abrir sus puertas a las mujeres a modo de prueba. Ingresaron ella y otras cuatro mujeres. Eran cinco y 20 varones en el aula. “No estaban seguros de que hubiera mujeres pero querían probar”, contó Garnica, sobre ese cambio de política. Finalmente en 2006, la destinaron al Cuartel 1º. 
Falleció en cumplimiento del deber, mientras desarrollaba las tareas de extinción del incendio de un depósito de archivo de documentación de soporte papel, que después fue conocido como la Tragedia de Iron Mountain. 
Al momento de fallecer, Anahí tenía el cargo de subinspector y fue promovida post-mortem a inspector del escalafón Bomberos.

## Primera bombera de la Policía Federal
Una vez obtenido el título de ser la primera bombera en un cuartel en la Federal comenzó la vida cotidiana de esta trabajadora: “No había ni habitación ni baño para femeninos. Me designaron a la ‘habitación de alarma’, donde las mujeres atienden el teléfono. Ahí dormía los días de guardia. Al año siguiente me hicieron una habitación para dormir durante las noches de guardia”, recordó.
Tuvo a su cargo bomberos que rondaban los 50 años y tenían larga experiencia apagando incendios e interviniendo en otro tipo de emergencias y ella había confesado recibir resistencia a su autoridad, pero no lo atribuía a su condición de mujer, sino a su juventud.

## Tragedia de Iron Mountain
El 5 de febrero de 2014 se dio un incendio de proporciones en un depósito de acopio de papeles bancarios de la empresa de archivos Iron Mountain, ubicado en la intersección de las calles Jovellanos y Quinquela Martín en el barrio de Barracas, de la ciudad de Buenos Aires, donde, producto de las llamas y la antigüedad del edificio, se produjo el derrumbe de la pared del frente del lugar, lo que provocó el deceso de los rescatistas.
Junto a Anahí, fallecieron Damián Veliz, Eduardo Conesa, Maximiliano Martínez y Juan Matías Monticelli, del Cuartel I de Bomberos de la Policía Federal; Leonardo Arturo Day, jefe de Departamento Zona I de la Superintendencia Federal Bomberos de la Policía Federal; Julián Sebastián Campos y Facundo Ambrosi, Bomberos Voluntarios Metropolitanos de Vuelta de Rocha;  y de la Dirección General de Defensa Civil de la Ciudad de Buenos Aires: Pedro Baricola y José Luis Méndez Araujo, quien además era bombero voluntario del cuartel de Villa Domínico.
Posteriormente, la justicia determinó que el incendio fue intencional y que existió un plan para incinerar todo el depósito con el objetivo de desaparecer documentos sensibles de 600 empresas de primer nivel.